# Ulica Niedźwiedzia w Bydgoszczy
Ulica Niedźwiedzia w Bydgoszczy – ulica na terenie miasta lokacyjnego Bydgoszczy. 

## Położenie
Ulica znajduje się w środkowo-zachodniej części Starego Miasta. Rozciąga się w przybliżeniu na kierunku wschód-zachód, od Starego Rynku do ul. Jezuickiej. Jej długość wynosi ok. 70 m. 

## Historia
Ulica Niedźwiedzia została wytyczona w połowie XIV wieku podczas kształtowania bydgoskiego miasta lokacyjnego. Łączyła ona południowo-zachodni narożnik Starego Rynku z ul. Jezuicką (Kościelną), a po wybudowaniu mostu na Młynówce możliwe było przejście dalej na zachód w kierunku Wyspy Młyńskiej. 
W XVII-XVIII wieku większa część domów w czworoboku dzisiejszych ulic: Farnej, Jezuickiej, Niedźwiedzia i Starego Rynku należała do zakonu jezuitów. Około roku 1640 jedno skrzydło tego czworoboku na Rynku zostało zamknięte bryłą kościoła jezuickiego oraz zabudowaniami kolegium. Podczas potopu szwedzkiego (1655–1660) większa część domów została spalona, a wiele innych stało pustką z powodu ucieczki mieszkańców przed zarazą. 
Z planu miasta sporządzonego w 1774 r. przez pruskiego geometrę Gretha wynika, że na 9 istniejących wówczas parceli przy ulicy, pustych było 3, w tym narożna z ul. Jezuicką. Północną pierzeję zajmowały budynki kolegium jezuickiego, a także znajdował się tu główny wjazd na dziedziniec kolegium. Wszystkie ubytki zabudowy zostały uzupełnione do 1800 r. Z planu miasta z 1876 r. wynika, że w południowej pierzei ulicy stało 5 kamienic, a w północnej 3. Zmieniono również lokalizację wjazdu na dziedziniec dawnego kolegium (w tym czasie gimnazjum królewskiego) z ul. Niedźwiedziej na ul. Farną.
W 1940 r. na skutek zarządzenia hitlerowskich władz okupacyjnych z kreisleiterem NSDAP, nadburmistrzem Wernerem Kampe na czele, wyburzono zachodnią pierzeję Starego Rynku wraz z kościołem pojezuickim. Planowany przez hitlerowskie władze nowy ratusz bydgoski nie został zrealizowany, zaś po dawnej zabudowie pozostał skwer. 
Od tego czasu wschodnia część ulicy Niedźwiedzia nie posiada północnej pierzei i widoczna jest ze Starego Rynku.
W 1974 r. na podstawie uchwały WRN, rozpoczęto rewaloryzację fragmentów Starego Miasta w Bydgoszczy. Podjęte przedsięwzięcia na ulicy Niedźwiedzia dotyczyły uporządkowania sieci handlowej oraz przywrócenia witrynom sklepowym charakteru staromiejskiego. Przy ul. Niedźwiedzia 3 ulokowano sklep filatelistyczny, w kamienicy nr 5 powstał bar bistro, a w nr 7 kwiaciarnia i sklep cukierniczy „Jutrzenki”. Największe przeobrażenie przeszedł zespół budynków przy ul. Niedźwiedzia 9 i 11, gdzie umieszczony na fasadzie niedźwiedź patronował odtąd stylowej kawiarni. Modernizacja nawierzchni ulicy została ujęta w Planie Rewitalizacji Bydgoszczy.

### Nazwy
Ulica w przekroju historycznym posiadała następujące nazwy:
- XVI w. - I poł. XVIII w. – platea transversalis
- 1800–1920 - Bärenstraße
- 1920–1939 - Niedźwiedzia
- 1939–1945 - Bärenstraße
- od 1945 - Niedźwiedzia

## Architektura
Pierzeje ul. Niedźwiedzia stanowią w większości kamienice wzniesione od końca XVIII do początku XX wieku, noszące ślady późniejszych przebudów. Po północnej stronie ulicy wyróżnia się XVII-wieczny budynek ratusza, dawnego kolegium jezuickiego. 

## Niektóre kamienice
| Nr | Adres                       | Lata budowy     | Styl architektoniczny | Wpisany do rej. zabytków | Uwagi | Zdjęcie |
| -- | --------------------------- | --------------- | --------------------- | ------------------------ | --- | ------- |
| 1. | Jezuicka 1 / Niedźwiedzia 4 | 1653, 1878      | klasycyzm, eklektyzm  | T                        | Budynek ratusza stojący w pierzei ul. Niedźwiedziej. Od 1653 r. mieścił dawne kolegium jezuitów, wzniesione z fundacji biskupa Kaspra Działyńskiego i kanclerza wielkiego koronnego, starosty bydgoskiego Jerzego Ossolińskiego. Od 1770 r. w budynku znajdowało się gimnazjum niemieckie, Szkoła Główna Departamentowa (1808–1812), szkoła wydziałowa (1812–1815) i ponownie gimnazjum niemieckie (1817–1878). W 1879 r. budynek został zakupiony przez miasto i stał się siedzibą magistratu. |         |
| 2. | Niedźwiedzia 1              | połowa XVIII w. | klasycyzm             | N                        | Kamienica na rogu ul. Stefana Batorego. W 1751 r. mieścił się w niej urząd pocztowy. Bydgoskim pocztmistrzem był wówczas Jakub Marshall. Pocztamt bydgoski, najpóźniej w 1779, czyli po podjęciu działalności przez pocztę pruską po I rozbiorze, przeprowadził się z tej kamienicy do jednego z budynków przy obecnej ulicy Długiej. |         |
| 3. | Niedźwiedzia 3              | 1761            | barok                 | N                        | |         |
| 4. | Niedźwiedzia 5              | 1782            | eklektyzm             | N                        | |         |
| 5. | Niedźwiedzia 7              | 1946–1949       | funkcjonalizm         | N                        | Kamienica odbudowana po II wojnie światowej |         |
| 6. | Niedźwiedzia 11             | 1775–1776       | barok                 | N                        | Kamienica na rogu z ul. Jezuicką. Do 1950 r. mieściła się tu apteka „Pod Niedźwiedziem”, w okresie zaboru pruskiego jedyna w mieście apteka polska Władysława Kurzaja. Od 1915 r. znajdowała się tu również polska księgarnia zasłużonego księgarza i wydawcy Leona Posłusznego. Współcześnie znajdowały się tu Bar pod Niedźwiadkiem, pizzeria (na piętrze), a następnie puby i restauracje.                                                                                                   |         |